# Indicoblemma
Indicoblemma är ett släkte av spindlar. Indicoblemma ingår i familjen Tetrablemmidae.
Kladogram enligt Catalogue of Life:
| Indicoblemma | \| \| Indicoblemma lannaianum \| \| \| \| \| \| Indicoblemma monticola \| \| \| \| \| \| Indicoblemma sheari \| \| \| \| |
|              | \| \| Indicoblemma lannaianum \| \| \| \| \| \| Indicoblemma monticola \| \| \| \| \| \| Indicoblemma sheari \| \| \| \| |
|              | Ablemma |
|              | |
|              | Afroblemma |
|              | |
|              | Anansia |
|              | |
|              | Bacillemma |
|              | |
|              | Borneomma |
|              | |
|              | Brignoliella |
|              | |
|              | Caraimatta |
|              | |
|              | Choiroblemma |
|              | |
|              | Cuangoblemma |
|              | |
|              | Fallablemma |
|              | |
|              | Gunasekara |
|              | |
|              | Hexablemma |
|              | |
|              | Lamania |
|              | |
|              | Maijana |
|              | |
|              | Mariblemma |
|              | |
|              | Matta |
|              | |
|              | Micromatta |
|              | |
|              | Monoblemma |
|              | |
|              | Paculla |
|              | |
|              | Pahanga |
|              | |
|              | Perania |
|              | |
|              | Rhinoblemma |
|              | |
|              | Sabahya |
|              | |
|              | Shearella |
|              | |
|              | Singalangia |
|              | |
|              | Singaporemma |
|              | |
|              | Sulaimania |
|              | |
|              | Tetrablemma |
|              | |
|              | Indicoblemma lannaianum                                                                                                  |
|              | |
|              | Indicoblemma monticola                                                                                                   |
|              | |
|              | Indicoblemma sheari |
|              | |

|  | Indicoblemma lannaianum |
|  |                         |
|  | Indicoblemma monticola  |
|  |                         |
|  | Indicoblemma sheari     |
|  |                         |